# Miturga parva
Miturga parva is een spinnensoort in de taxonomische indeling van de spoorspinnen (Miturgidae).
Het dier behoort tot het geslacht Miturga. De wetenschappelijke naam van de soort werd voor het eerst geldig gepubliceerd in 1914 door Henry Roughton Hogg.